# Архиенале
Архиенале је традиционална манифестација коју организује Инжењерска комора Србије-Регионални одбор подсекције дипломираних инжењера архитектуре Регионалног центра Ниш, канцеларија у Врању, и Друштво врањских архитеката, уз подршку града Врања, сваке године у фебруару месецу.
Манифестација од 2006. године својим концептом привлачи пажњу великог броја људи из архитектонске и културне јавности, али и пажњу шире јавности. У оквиру ове манифестације, сврставају се већи број изложби, предавања, презентације домаћих и страних компанија и производних програма и трибина на којима је главна тема архитектура и изградња. Као учесници се појављују најистакнутији инжењери Пчињског округа, Србије као и студенти архитекуре.
Од 2006. до 2010. године манифестација је била афирмативног и промотивног карактера имајући за циљ да се архитектонско стваралаштво на југу Србије прикаже широј јавности, како би се даље развијало и унапредило у складу са домаћим и светским културним токовима.
Пети Архиенале, јубиларни, био је концепиран као преглед најбољих радова учесника са претходне четири изложбе. Од стране организатора усвојен је нови програм организовања манифестације; одлучено је да се иста одржава сваке године, а да се излажу радови архитеката са ових простора сваке треће године увођењем „Тријенала”.
Један од главних разлога за овакав начин приказа је смањена продукција радова из године у годину, услед сложених друштвених и економских прилика. Први „Тријенале” одржан је у оквиру Архиенала 2012. године.